# Trigésimo quinto gobierno de Israel
El trigésimo quinto gobierno de Israel (en hebreo: מֶמְשֶׁלֶת יִשְׂרָאֵל הַשְׁלוֹשִׁים וְחָמֵשׁ, [Mem'shelet Yisra'el HaShloshim VeHamesh]), o el Gobierno Netanyahu–Gantz, fue el gobierno de Israel que prestó juramento el 17 de mayo de 2020 y se disolvió el 13 de junio de 2021.
Originalmente se esperaba que se estableciera después de las elecciones de abril de 2019, pero después de que el primer ministro Benjamin Netanyahu no pudiera formar un gobierno, la Knesset se disolvió, estableciendo así una elección anticipada que tuvo lugar el 17 de septiembre de 2019. Después de la segunda elección, nadie pudo volver a formar gobierno y se llevó a cabo una tercera elección el 2 de marzo de 2020. Finalmente, el 20 de abril de 2020 se llegó a un acuerdo entre Netanyahu y Benny Gantz sobre la formación de un gobierno de unidad nacional. La Knesset, y con ella las operaciones legislativas del gobierno actual, se disolvieron nuevamente el 23 de diciembre de 2020, lo que resultó en las elecciones de 2021.
El 13 de junio de 2021, en una votación de 60 a 59 con 1 abstención, la Knesset votó para aprobar el trigésimo sexto gobierno de Israel encabezado por Naftali Bennett y Yair Lapid, poniendo fin al segundo mandato de 12 años de Netanyahu como primer ministro y enviando al Likud a la oposición.

## Antecedentes

### Primera elección en abril de 2019
Después de las Elecciones parlamentarias de Israel de abril de 2019, el líder de la facción Azul y Blanco, Benny Gantz, cedió, allanando el camino para que el entonces primer ministro Benjamin Netanyahu, líder del Likud, iniciara conversaciones con otros partidos para formar una coalición de gobierno.
Los días 15 y 16 de abril, los líderes de todos los partidos que obtuvieron escaños en la Knéset se reunieron con el presidente Reuven Rivlin para recomendar a una persona designada para formar gobierno. Netanyahu recibió recomendaciones de líderes que representaban 65 escaños en la Knéset, mientras que Gantz recibió recomendaciones de líderes que representan solo 45 escaños en la Knesset. Los líderes de los dos partidos árabes, que representaban 10 escaños en la Knesset, se negaron a hacer ninguna recomendación.

#### Recomendaciones
| Partido | Partido                   | Líder              | Escaños | Recomendación | Fuente |
| ------- | ------------------------- | ------------------ | ------- | ------------- | ------ |
|         | Likud                     | Benjamin Netanyahu | 35      | Netanyahu     | [ 8 ]  |
|         | Azul y Blanco             | Benny Gantz        | 35      | Gantz         | [ 8 ]  |
|         | Shas                      | Aryeh Deri         | 8       | Netanyahu     | [ 8 ]  |
|         | Judaísmo Unido de la Torá | Yaakov Litzman     | 8       | Netanyahu     | [ 8 ]  |
|         | Hadash–Ta'al              | Ayman Odeh         | 6       | Ninguno       | [ 8 ]  |
|         | Laborista                 | Avi Gabbay         | 6       | Gantz         | [ 9 ]  |
|         | Israel Beitenu            | Avigdor Lieberman  | 5       | Netanyahu     | [ 9 ]  |
|         | Derecha Unida             | Rafi Peretz        | 5       | Netanyahu     | [ 9 ]  |
|         | Meretz                    | Tamar Zandberg     | 4       | Gantz         | [ 9 ]  |
|         | Kulanu                    | Moshe Kahlon       | 4       | Netanyahu     | [ 9 ]  |
|         | Ra'am–Balad               | Mansour Abbas      | 4       | Ninguno       | [ 10 ] |

### Segunda elección en septiembre de 2019
Se llevó a cabo una segunda elección en septiembre de 2019. Esta vez, Azul y Blanco superó al Likud por un solo escaño.
En la noche de las elecciones, Avigdor Lieberman de Israel Beiteinu pidió un «gobierno liberal amplio» que incluya tanto a Azul y Blanco como al Likud, y reiteró que no quería formar ninguna mayoría con los partidos árabes. Benny Gantz reclamó el cargo de primer ministro y Azul y Blanco informó que no formarían gobierno con Netanyahu, aunque estaban abiertos a uno con el Likud. Benyamin Netanyahu pidió un «gobierno sionista fuerte». A la izquierda, Labor-Gesher declaró que quería llevar a los partidos árabes «a la mesa», algunos de los cuales estaban abiertos a recomendar a Gantz.
El 18 de septiembre, Netanyahu se reunió con los emisarios de Yamina, Shas y Judaísmo Unido de la Torá para construir un bloque de derecha para negociar juntos.
El 19 de septiembre, Rivlin, Netanyahu y Gantz se reunieron durante una ceremonia en memoria de Shimon Peres. Netanyahu instó a Gantz a hablar con él sobre la formación de un gobierno de unidad, con el fin de evitar una tercera elección. Hablando por Azul y Blanco, Gantz y Lapid rechazaron la oferta de Netanyahu, diciendo que Azul y Blanco ganó, y que Gantz tenía derecho a liderar un gobierno de unidad comprometido con políticas liberales en temas sociales, y por lo tanto se negó a discutir la formación de tal gobierno con Netanyahu siempre que se incluyeran los partidos religiosos de derecha. Lapid remarcó que «si Netanyahu se hace a un lado, tendremos un gobierno de unidad». Lieberman también acusó a Netanyahu de «engaño» al ofrecer un gobierno de unidad, pero condicionándolo a la inclusión de partidos religiosos.
El mismo día, Gantz se reunió con Nitzan Horowitz, líder de la Unión Democrática. Sus ayudantes dijeron que esperaban una reunión con otros líderes del partido, Odeh y Peretz. Los seis diputados de Laborista-Gesher podían permitir que el bloque de 55 de Netanyahu encontrara una mayoría. Por lo tanto, según se informó, el Likud le ofreció a Peretz la cartera de Finanzas y un aumento del salario mínimo, pero las mismas fuentes dicen que Peretz rechazó la oferta, lo que iba en contra de una promesa de campaña. Netanyahu se reunió con los diputados de Déguel HaTorá, quienes, junto con otros partidos (Shas, Agudat Yisrael), estaban comenzando a dar marcha atrás en su negativa de no gobernar con Lapid, en el caso Lapid, volvió a expresarse contra Netanyahu. Lieberman se mostró dudoso en cuanto a si apoyaría a Gantz, por temor a ser marginado de un gobierno de unidad o de uno que incluya a los haredim. Según Canal 13, Gantz supuestamente prometió incluir a Israel Beiteinu en cualquier coalición.

#### Lista conjunta y Balad
El 21 de septiembre se reunieron los 13 diputados de la Lista Conjunta. 10 de ellos, con tres disidentes de Balad, expresaron su disposición a nominar a Gantz si cumplía con las «demandas básicas» sobre el proceso de paz, los intereses de la comunidad árabe y la ley del estado-nación judío. El presidente Rivlin se reunió con los líderes del partido el 22 de septiembre para el primer día de conversaciones. El 22 de septiembre de 2019, el líder de la Lista Conjunta, Ayman Odeh, declaró que la Lista Conjunta había acordado, por votación por mayoría interna, respaldar a Benny Gantz como primer ministro. Aunque los informes iniciales sugirieron que la recomendación de la Lista Conjunta le dio a Gantz una ventaja de 57 a 55, Rivlin reveló el 23 de septiembre que tres diputados de Balad, elegidos como parte de la Lista Conjunta, exigieron que sus nombres fueran eliminados de la lista de nominados de Gantz. Después de un día de confusión, Tibi y Odeh, líderes de la Lista Conjunta, escribieron una carta a Rivlin aclarando que la Lista Conjunta, de hecho, no tenía un acuerdo de unidad que obligara legalmente a los partidos individuales a seguir la nominación del partido para el primer ministro. Como tal, a los tres diputados de Balad se les permitió legalmente ignorar la recomendación de la Lista Conjunta. Como resultado, Netanyahu superó a Gantz en recomendaciones contadas por un margen de 55 a 54, con Israel Beiteinu y Balad sin recomendar a nadie.

#### Recomendaciones
El presidente Rivlin se reunió con representantes de Azul y Blanco, Likud, la Lista Conjunta, Shas e Israel Beiteinu el 22 de septiembre para pedir recomendaciones sobre a quién seleccionar para primer ministro. Al día siguiente, se reunió con miembros de Judaísmo Unido de la Torá, Yamina, Labor-Gesher y la Unión Democrática.
| Partido | Partido           | Partido                   | Líder              | Escaños | Recomendación | Fuente        |
| ------- | ----------------- | ------------------------- | ------------------ | ------- | ------------- | ------------- |
|         |                   | Azul y Blanco             | Benny Gantz        | 33      | Gantz         | [ 23 ]        |
|         |                   | Likud                     | Benjamin Netanyahu | 32      | Netanyahu     | [ 23 ]        |
|         |                   | Lista Conjunta            | Ayman Odeh         | 13      | dividido      | [ 24 ] [ 25 ] |
|         | Jadash            | Ayman Odeh                | 5                  | Gantz   | [ 25 ]        |               |
|         | Ta'al             | Ahmad Tibi                | 2                  | Gantz   | [ 25 ]        |               |
|         | Lista Árabe Unida | Mansour Abbas             | 3                  | Gantz   | [ 25 ]        |               |
|         | Balad             | Mtanes Shehadeh           | 3                  | Ninguno | [ 24 ] [ 26 ] |               |
|         |                   | Shas                      | Aryeh Deri         | 9       | Netanyahu     | [ 23 ]        |
|         |                   | Israel Beitenu            | Avigdor Lieberman  | 8       | Ninguno       | [ 27 ]        |
|         |                   | Judaísmo Unido de la Torá | Yaakov Litzman     | 7       | Netanyahu     | [ 25 ]        |
|         |                   | Yamina                    | Ayelet Shaked      | 7       | Netanyahu     | [ 25 ]        |
|         |                   | Laborista-Gesher          | Amir Peretz        | 6       | Gantz         | [ 28 ]        |
|         |                   | Unión Democrática         | Nitzan Horowitz    | 5       | Gantz         | [ 27 ]        |

Rivlin eligió oficialmente a Netanyahu para formar el próximo gobierno el 25 de septiembre. aunque lo condicionó a que Netanyahu devolviera el mandato si no lograba formar gobierno, para evitar otra disolución de la Knesset.
Netanyahu estuvo de acuerdo con esta estipulación y pidió un «gobierno de unidad» entre él, sus partidos religiosos aliados y Gantz. Gantz se negó, aduciendo que había prometido durante las elecciones no unirse a una coalición liderada por Netanyahu y, además, que una coalición que incluyera a todos los aliados de Netanyahu no sería realmente un gobierno de unidad. Los esfuerzos para resolver el punto muerto no tuvieron éxito y el 21 de octubre Netanyahu devolvió el mandato a Rivlin. El 23 de octubre, la oficina de Rivlin encargó a Gantz que formara un gobierno; este mandato fue devuelto a Rivlin el 21 de noviembre. A partir de ese día, los diputados tenían tres semanas en las que podían optar por nominar a cualquiera de ellos para servir como primer ministro. El seleccionado habría tenido que asegurar el apoyo de 61 diputados. Sin embargo, ninguno pudo formar un gobierno, y el 12 de diciembre se determinó que una tercera elección se llevaría a cabo el 2 de marzo de 2020.